# Quassel IRC
Quassel IRC, или Quassel, — графический распределённый кроссплатформенный IRC-клиент, появившийся в 2008 году. Он выпускается под GNU General Public License для Linux и UNIX-подобных операционных систем, macOS и Microsoft Windows. С выпуска Kubuntu 9.04 (Jaunty Jackalope) Quassel является IRC-клиентом по умолчанию в Kubuntu. Quassel использует библиотеку классов Qt 4.

## Структура
Quassel основан на модели клиент-сервер. Ядро использует локальную сеть или Интернет для подключения к одному или нескольким клиентам, а также к различным IRC-серверам. Клиент не общается с IRC-сервером напрямую, он делает это через ядро. Таким образом, соединение с IRC-сетью поддерживается ядром, даже если оно не используется ни одним клиентом. Также поддерживается монолитная версия приложения, которая действует как обычный клиент IRC, без разделения между ядром и клиентом. Также доступен клиент для Android, Quasseldroid.
Эта система похожa на те, которые используют Irssi, WeeChat с GNU Screen, а также Smuxi.

## Возможности

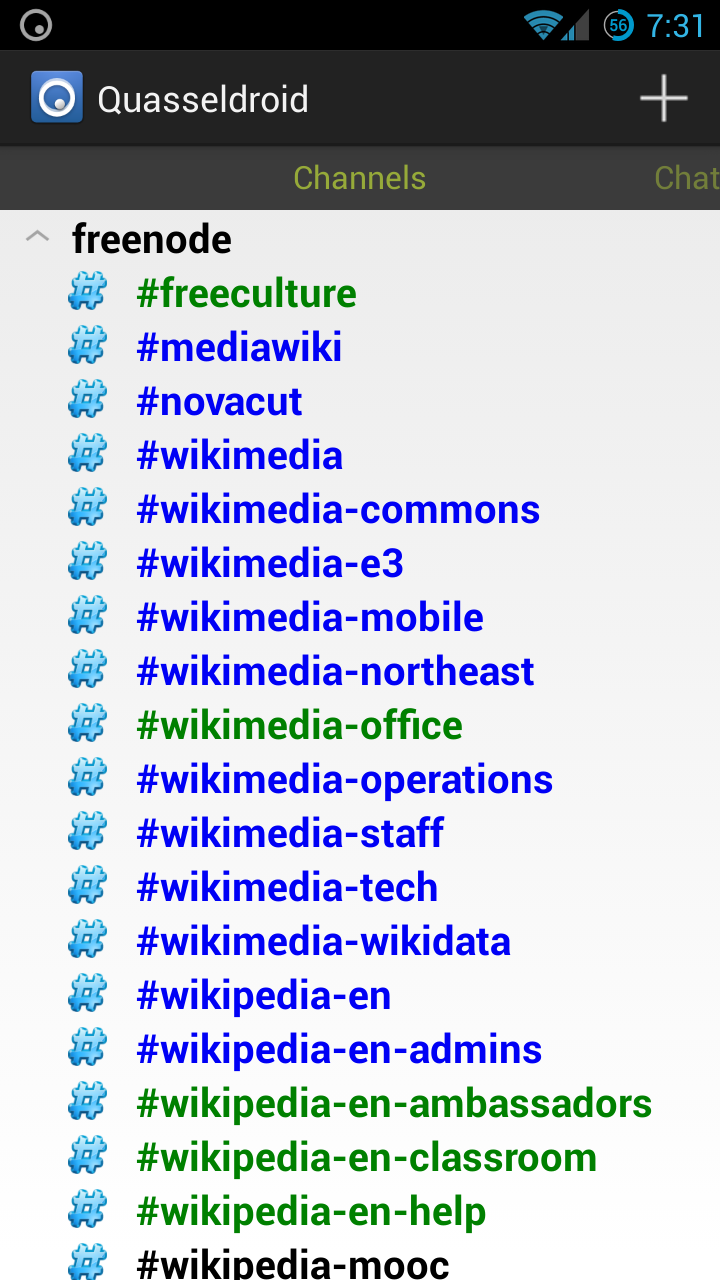
Quasseldroid — приложение для Android, которое может подключаться к ядру Quassel

Quassel разрешает одновременные подключения к нескольким IRC-серверам. Разные идентификаторы могут быть созданы и использованы на одном или нескольких серверах, к которым подключено ядро. Каждый из этих идентификаторов содержит имя (псевдоним) по умолчанию, резервное имя, сообщения о выходе и т. д. Каждый идентификатор может быть назначен одному или нескольким серверам.
Quassel хранит историю разговоров в базе данных PostgreSQL или SQLite. При проматывании окна чата вверх более старые секции чата автоматически загружаются из сохранённых журналов. Таким образом, можно легко просматривать журналы прошлых дискуссий.
Также доступны псевдонимы — сокращения команд, с их помощью пользователь может создать псевдоним для длинной команды с большим количеством параметров. Соединение между клиентом и ядром может быть зашифровано с использованием SSL, кроме этого поддерживаются прокси.
В обзоре крупных клиентов IRC в 2009 году для Tom’s Hardware Адам Овера (англ. Adam Overa) описал Quassel как «полнофункциональный» с наличием «множества опций», а также заявил, что «даже у новых пользователей не должно возникнуть никаких проблем с подключением к серверам и поиском каналов при использовании графических инструментов для настроек сервера и списков каналов».